# Saint-Sauveur-des-Landes
Pour les articles homonymes, voir Saint-Sauveur.
Saint-Sauveur-des-Landes est une commune française située dans le département d'Ille-et-Vilaine en région Bretagne, peuplée de 1 565 habitants.

## Géographie

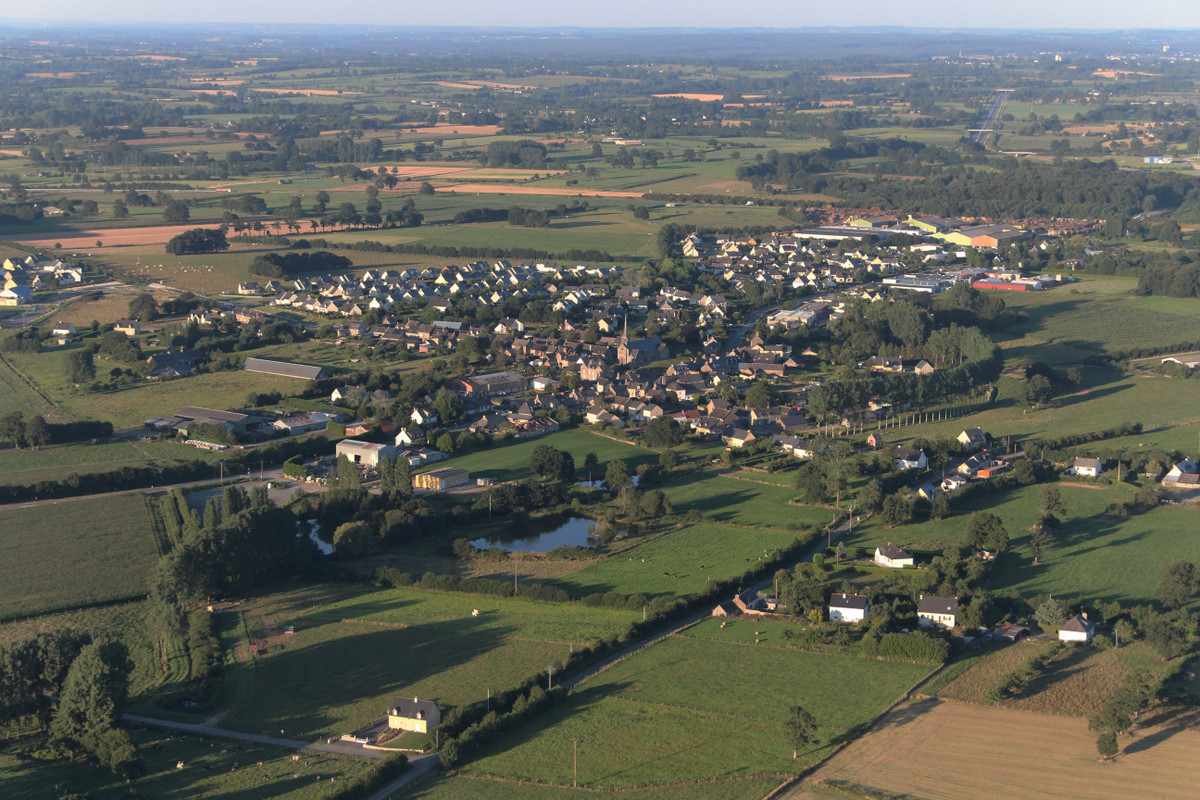
Vue aérienne de l'agglomération.

### Communes limitrophes
|                                             | Saint-Étienne-en-Coglès (Maen Roch) | Saint-Germain-en-Coglès |
| Saint-Hilaire-des-Landes                    | Saint-Sauveur-des-Landes            | Romagné                 |
| Saint-Marc-sur-Couesnon (Rives-du-Couesnon) | La Chapelle-Saint-Aubert            |                         |

### Hydrographie
Pour un article plus général, voir Réseau hydrographique d'Ille-et-Vilaine.
La commune est située dans le bassin Loire-Bretagne. Elle est drainée par la Minette, l'aqueduc souterrain, le Moulin de la Charrière, le ruisseau de Heurteloup, le ruisseau de l'aunay et l'Everre, et un autre petit cours d'eau,.
La Minette, d'une longueur de 25 km, prend sa source dans la commune de Romagné et se jette  dans le Couesnon à Vieux-Vy-sur-Couesnon, après avoir traversé onze communes. 

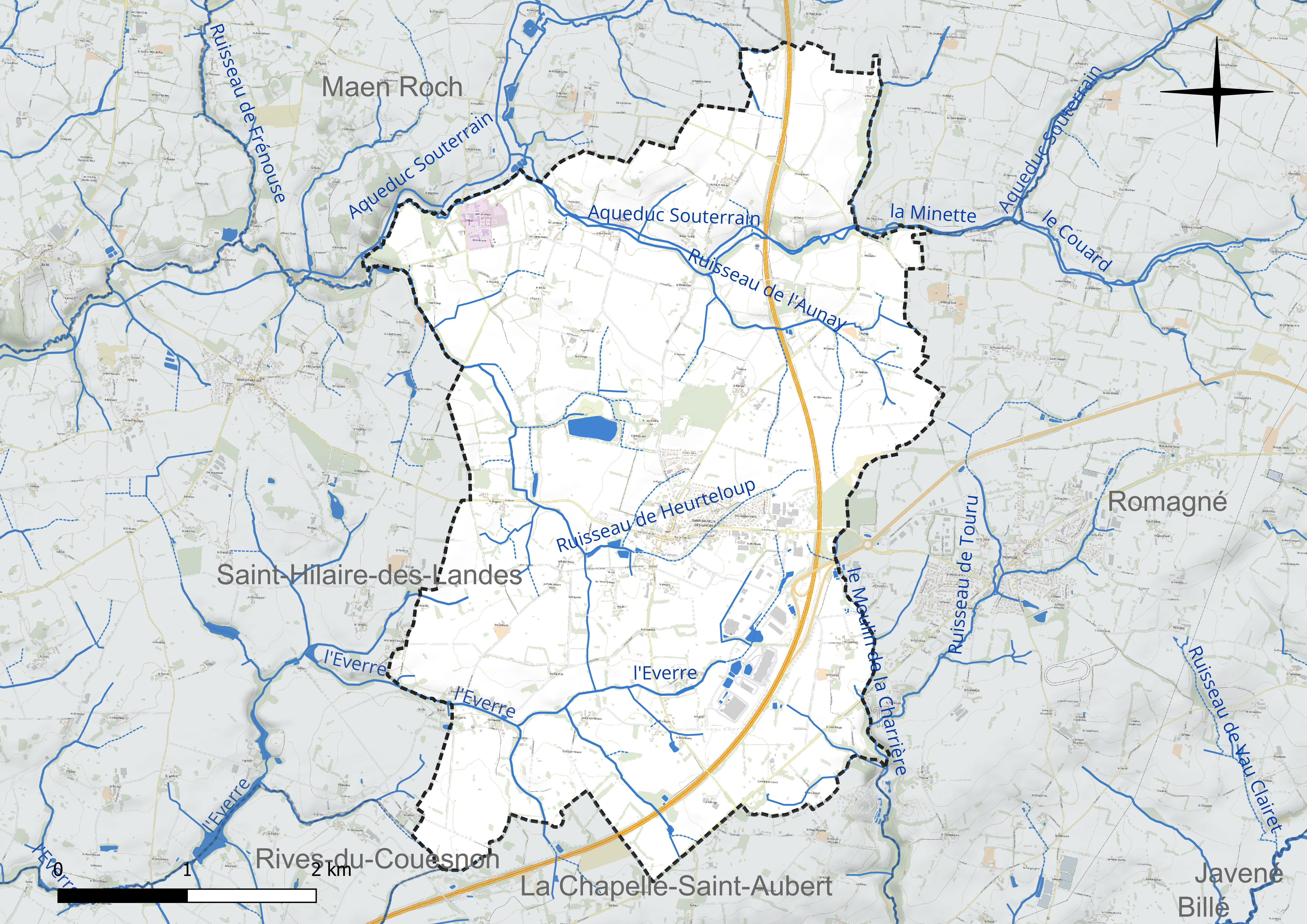
Réseau hydrographique de Saint-Sauveur-des-Landes.

### Climat
Pour des articles plus généraux, voir Climat de la Bretagne et Climat d'Ille-et-Vilaine.
En 2010, le climat de la commune est de type climat océanique franc, selon une étude du CNRS s'appuyant sur une série de données couvrant la période 1971-2000. En 2020, Météo-France publie une typologie des climats de la France métropolitaine dans laquelle la commune est exposée à un climat océanique et est dans la région climatique  Bretagne orientale et méridionale, Pays nantais, Vendée, caractérisée par une faible pluviométrie en été et une bonne insolation. Parallèlement l'observatoire de l'environnement en Bretagne publie en 2020 un zonage climatique de la région Bretagne, s'appuyant sur des données de Météo-France de 2009. La commune est, selon ce zonage, dans la zone « Intérieur Est », avec des hivers frais, des étés chauds et des pluies modérées.
Pour la période 1971-2000, la température annuelle moyenne est de 11 °C, avec une amplitude thermique annuelle de 12,9 °C. Le cumul annuel moyen de précipitations est de 880 mm, avec 13,6 jours de précipitations en janvier et 8,1 jours en juillet. Pour la période 1991-2020, la température moyenne annuelle observée sur la station météorologique la plus proche, située sur la commune de Fougères à 9 km à vol d'oiseau, est de 11,9 °C et le cumul annuel moyen de précipitations est de 939,1 mm,. Pour l'avenir, les paramètres climatiques de la commune estimés pour 2050 selon différents scénarios d'émission de gaz à effet de serre sont consultables sur un site dédié publié par Météo-France en novembre 2022.

## Urbanisme

### Typologie
Au 1er janvier 2024, Saint-Sauveur-des-Landes est catégorisée bourg rural, selon la nouvelle grille communale de densité à sept niveaux définie par l'Insee en 2022.
Elle appartient à l'unité urbaine de Romagné, une agglomération intra-départementale regroupant deux  communes, dont elle est une commune de la banlieue,,. Par ailleurs la commune fait partie de l'aire d'attraction de Fougères, dont elle est une commune de la couronne,. Cette aire, qui regroupe 26 communes, est catégorisée dans les aires de 50 000 à moins de 200 000 habitants,.

### Occupation des sols
L'occupation des sols de la commune, telle qu'elle ressort de la base de données européenne d'occupation biophysique des sols Corine Land Cover (CLC), est marquée par l'importance des territoires agricoles (92 % en 2018), en diminution par rapport à 1990 (97,3 %). La répartition détaillée en 2018 est la suivante : 
zones agricoles hétérogènes (38,3 %), prairies (37,2 %), terres arables (16,5 %), zones industrielles ou commerciales et réseaux de communication (3,9 %), zones urbanisées (3,3 %), forêts (0,5 %), mines, décharges et chantiers (0,3 %). L'évolution de l'occupation des sols de la commune et de ses infrastructures peut être observée sur les différentes représentations cartographiques du territoire : la carte de Cassini (XVIIIe siècle), la carte d'état-major (1820-1866) et les cartes ou photos aériennes de l'IGN pour la période actuelle (1950 à aujourd'hui).

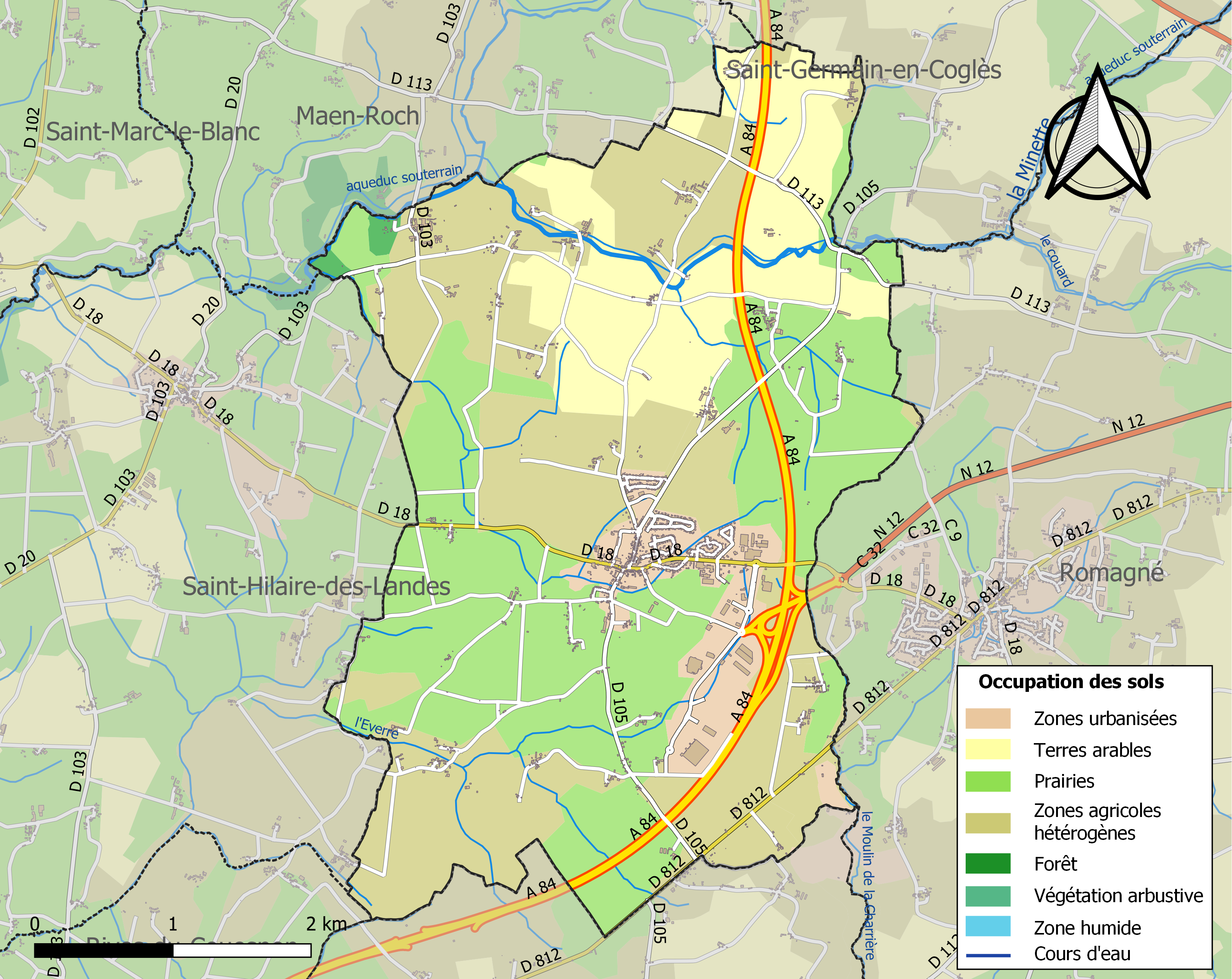
Carte des infrastructures et de l'occupation des sols de la commune en 2018 (CLC).

## Toponymie

### Attestations anciennes[22],[23]
Villa Sancti Salvatoris, Sancti Salvatoris de Landis (XIe et XIIe siècles)

### Étymologie
Au XIe siècle Sancti Salvatoris de Landis est un petit oratoire dédié à saint Sauveur.
En gallo le nom est Saint-Saoveur.
La forme proposée en breton est Kersalver-al-Lann, bien que le breton ne soit pas la langue vernaculaire du territoire[réf. nécessaire].

## Politique et administration

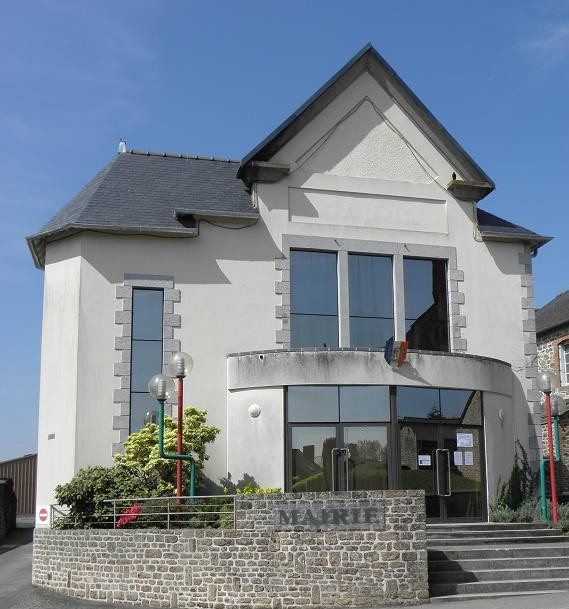
La mairie.

| Période                                  | Période                   | Identité           | Étiquette | Qualité                    |
| ---------------------------------------- | ------------------------- | ------------------ | --------- | -------------------------- |
| 1976                                     | juin 1995                 | François Beaudoin  |           | Agriculteur                |
| juin 1995                                | mars 2001                 | René Binois        |           |                            |
| mars 2001                                | 5 décembre 2022 démission | Jean-Pierre Hardy, | DVG       | Cadre de La Poste retraité |
| 10 mars 2023                             | En cours                  | Christophe Deroyer |           |                            |
| Les données manquantes sont à compléter. |                           |                    |           |                            |

## Démographie
L'évolution du nombre d'habitants est connue à travers les recensements de la population effectués dans la commune depuis 1793. Pour les communes de moins de 10 000 habitants, une enquête de recensement portant sur toute la population est réalisée tous les cinq ans, les populations de référence des années intermédiaires étant quant à elles estimées par interpolation ou extrapolation. Pour la commune, le premier recensement exhaustif entrant dans le cadre du nouveau dispositif a été réalisé en 2004.
En 2022, la commune comptait 1 565 habitants, en évolution de +3,51 % par rapport à 2016 (Ille-et-Vilaine : +5,46 %, France hors Mayotte : +2,11 %).
| 1793  | 1800  | 1806 | 1821 | 1831  | 1836  | 1841  | 1846  | 1851  |
| ----- | ----- | ---- | ---- | ----- | ----- | ----- | ----- | ----- |
| 1 143 | 1 031 | 964  | 983  | 1 038 | 1 010 | 1 009 | 1 123 | 1 163 |

| 1856  | 1861  | 1866  | 1872  | 1876  | 1881  | 1886  | 1891  | 1896  |
| ----- | ----- | ----- | ----- | ----- | ----- | ----- | ----- | ----- |
| 1 163 | 1 182 | 1 167 | 1 193 | 1 202 | 1 186 | 1 167 | 1 146 | 1 098 |

| 1901  | 1906  | 1911  | 1921  | 1926  | 1931  | 1936  | 1946  | 1954 |
| ----- | ----- | ----- | ----- | ----- | ----- | ----- | ----- | ---- |
| 1 142 | 1 137 | 1 146 | 1 067 | 1 071 | 1 107 | 1 040 | 1 027 | 962  |

| 1962 | 1968 | 1975 | 1982 | 1990  | 1999 | 2004  | 2006  | 2009  |
| ---- | ---- | ---- | ---- | ----- | ---- | ----- | ----- | ----- |
| 898  | 881  | 892  | 957  | 1 058 | 994  | 1 198 | 1 313 | 1 397 |

| 2014  | 2019  | 2022  | - | - | - | - | - | - |
| ----- | ----- | ----- | - | - | - | - | - | - |
| 1 500 | 1 531 | 1 565 | - | - | - | - | - | - |

## Économie
L'usine Monbana a été créée à Landivy en 1934. Elle a fermé ses portes le 18 juillet 2016 pour se déplacer à Saint-Sauveur-des-Landes, où elle a rouvert le 5 septembre 2016

## Lieux et monuments
- Église prieurale Saint-Sauveur, en partie romane (arcades de la nef, chevet).

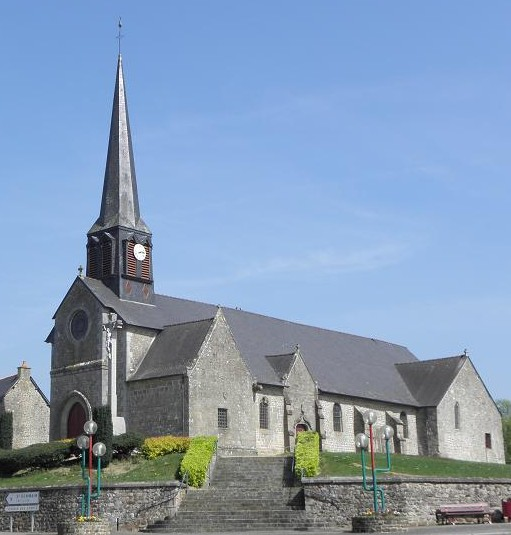
L'église priorale Saint-Sauveur.
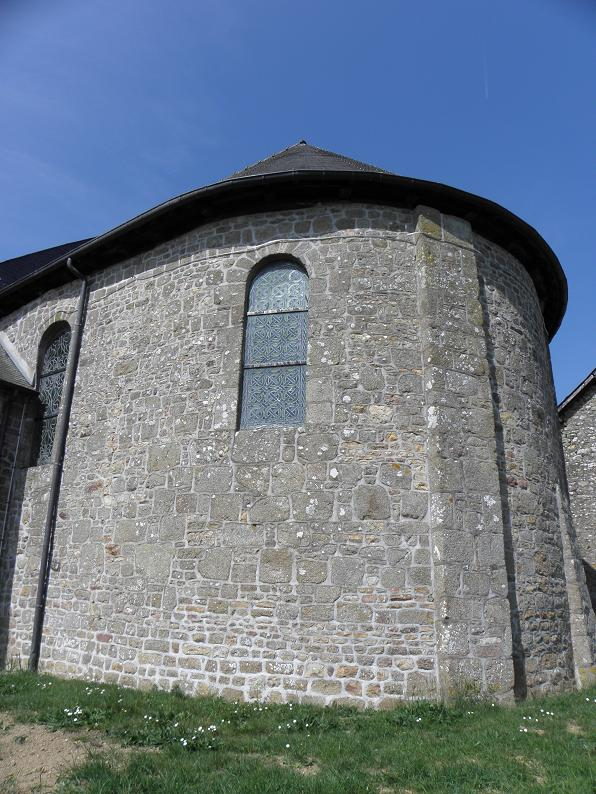
L'abside
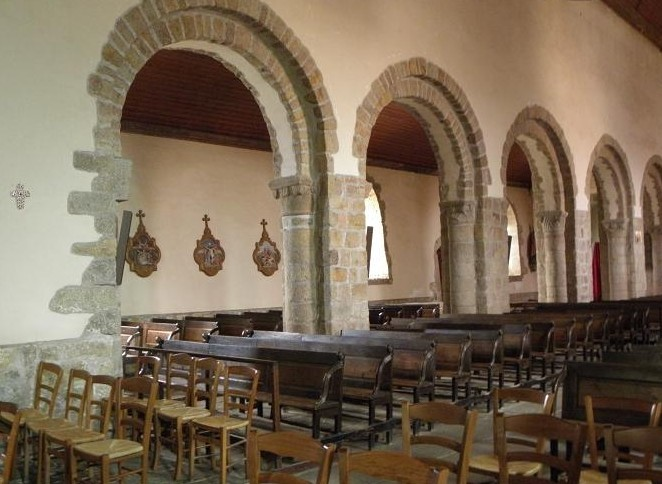
La nef
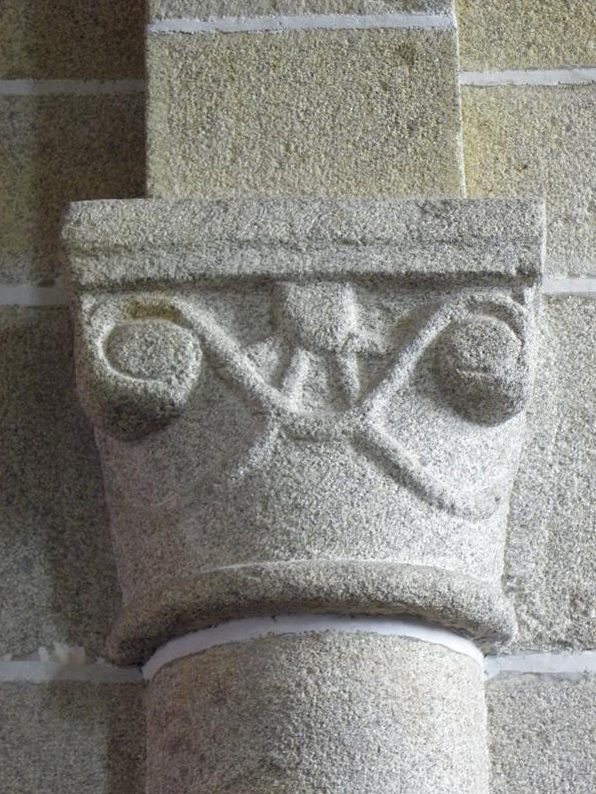
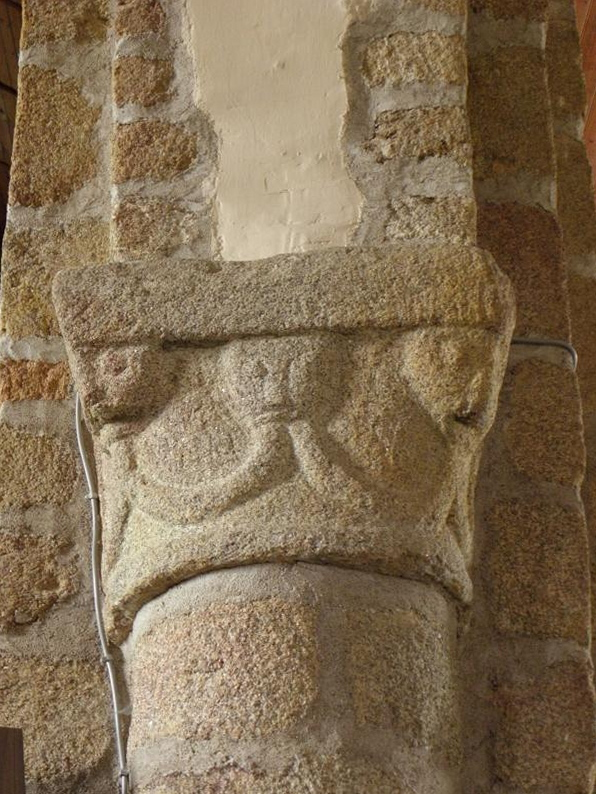

## Personnalités liées à la commune
- Main II de Fougères, mort vers 1060, propriétaire de Saint-Sauveur, enterré avec sa femme Adélaïde dans l'église prieurale Saint-Sauveur de Saint-Sauveur-des-Landes.